# Charlotte Meentzen

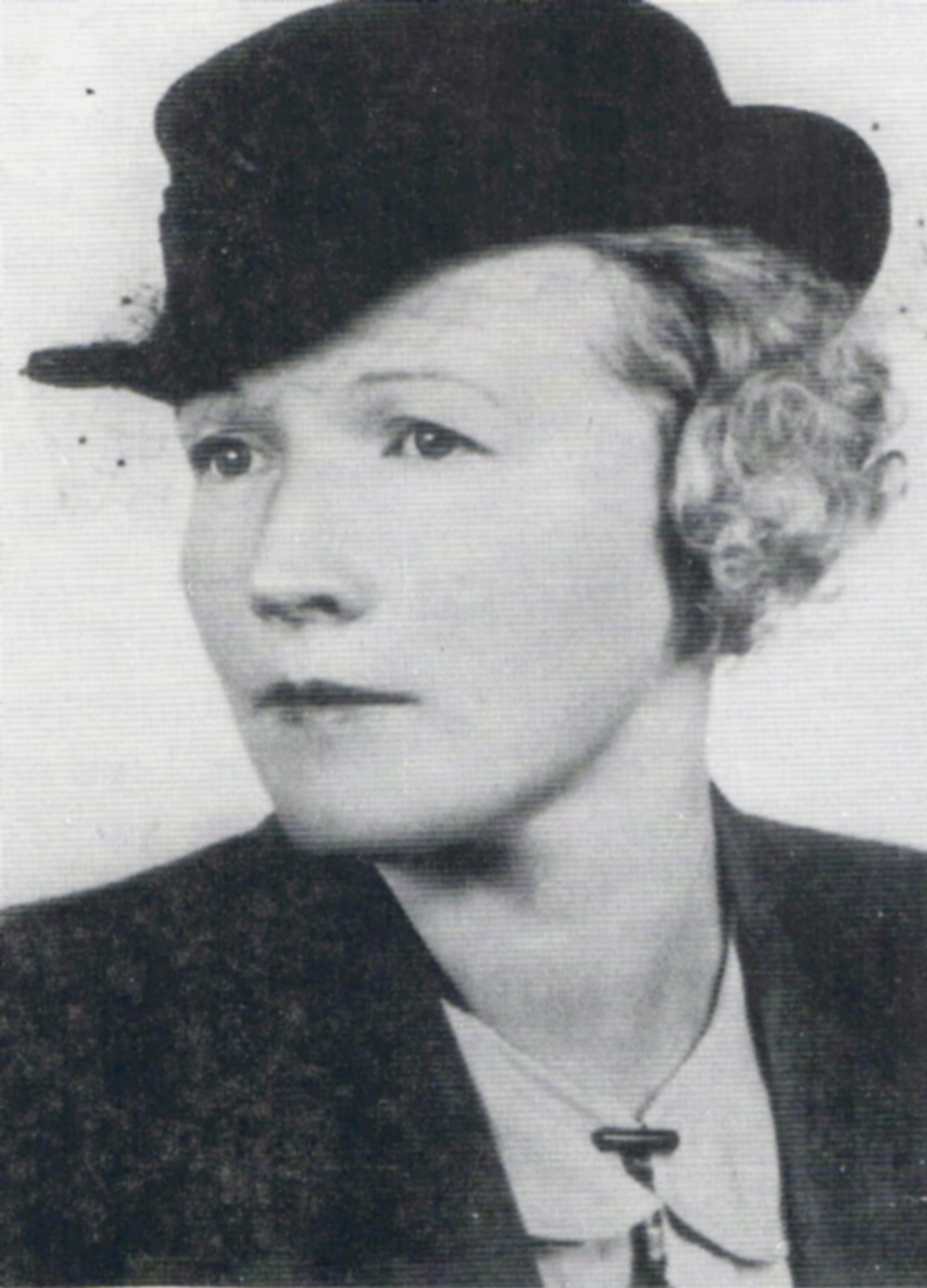
Charlotte Meentzen

Berta Emilie Charlotte Meentzen (* 15. Juni 1904 in Leipzig; † 26. Februar 1940 in Dresden) war eine deutsche Unternehmerin auf dem Gebiet der Kosmetika-Entwicklung auf reiner Naturbasis mit eigenen Rezepturen sowie der Kosmetika-Herstellungen und des -Vertriebes in ganz Deutschland. Sie gilt als eine der ersten Wegbereiterinnen für den modernen Bio- und Naturkosmetikmarkt in Europa, hat ein Schulungssystem für Kosmetikerinnen entwickelt und dafür eine eigene Schule gegründet. Sie war Autorin mehrerer Werke für dieses Fachgebiet.

## Leben
Charlotte Meentzen war die zweite Tochter aus der ersten Ehe des aus Butjadingen in der Wesermarsch stammenden Schriftstellers Theodor Meentzen (1875–1963) mit der aus Eisenberg-Moritzburg stammenden Iphigenie geb. Eichhorn (1877–1945). Die Familie verzog 1908 von Leipzig nach Eisenberg-Moritzburg auf den Bauernhof der Großeltern und 1940 nach Auer bei Moritzburg. Ihre Kindheit verbrachte Charlotte gemeinsam mit ihrer Schwester Gertrud Meentzen in der naturnahen Umgebung Moritzburgs auf dem Bauernhof ihrer kräuterkundigen Großmutter, die in den Mädchen die Liebe zur Natur weckte und sie mit der Kraft pflanzlicher Wirkstoffe und der Naturheilkunde vertraut machte. Charlotte besuchte die „Hoffmannsche Höhere Lehranstalt“ in Radebeul, eine Privatschule. Sie folgte dem in der Weimarer Republik beginnenden Trend nach Naturnähe, Einfachheit und gesunder Lebensweise, der von ihrem Vater, der Freidenker war, unterstützt wurde. Sie begleitete zusammen mit ihrer Mutter mehrmalig den Vater auf seinen Vortragsreisen durch Deutschland, Österreich und die Schweiz.
Um 1928 ging sie nach Österreich und absolvierte in Graz eine Ausbildung zur Kosmetikerin. Sie wandte sich der Idee der natürlichen Schönheit zu und strebte die Verwirklichung ihrer Vision an, Heilkräuter in den Dienst der Schönheit zu stellen, kosmetische Schönheits- und Pflegeprodukte als Naturprodukte aus Pflanzen herzustellen, die sowohl für eine gehobenere Bevölkerungsschicht als auch für eine breite Masse von Verbrauchern zugänglich sein sollten. Diese Ziele entsprachen der zu Beginn des 20. Jahrhunderts verstärkt einsetzenden Lebensreformbewegungen, die sich mit der Kleiderreform, der Naturheilbewegung, Ernährungsreform, Vegetarismus, Leibesübungen und Sportbewegung, Freikörperkultur bis hin zur Bauhausbewegung immer mehr durchsetzte. Charlotte Meentzen strebte immer eigene Unabhängigkeit als Frau an und blieb unverheiratet. Sie hatte einen Sohn Geert-Dietrich, der am 31. August 1939 geboren wurde. Charlotte Meentzen verstarb im Alter von nur 35 Jahren am 26. Februar 1940 in Dresden. Ihre Beisetzung erfolgte auf dem Friedhof in Moritzburg im Familiengrab.

## Wirken
Charlotte Meentzens Leben war, wie auch das ihrer Schwester Gertrud, geprägt von einem starken Pioniergeist. Sie wurde mit ihrem tiefen Wissen über Zusammenhänge in der Natur, ihrer Leidenschaft und ihrem Forscherdrang richtungsweisend für innovatives Denken. Der Gedanke der Ganzheitlichkeit in der Schönheitspflege ging erstmals von ihr mit ihren fortschrittlichen Bestrebungen aus, ein Gesamtkonzept zu erarbeiten, das Schönheit und Gesundheit verbindet.
1930 begann ihr Wirken in Dresden. Die Stadt wurde seit der I. Internationalen Hygiene-Ausstellung Dresden 1911 umgangssprachlich als „Stadt der Gesundheit“ bezeichnet. Die damaligen Ausstellungsschwerpunkte im Bereich Kosmetik, Kleidung und Körperpflege waren bereits für ganz Deutschland richtungsweisend. Auch die zahlreichen Dresdener Naturheilstätten und Kurhäuser, wie z. B. das Lahmann-Sanatorium im Stadtteil Weißer Hirsch, die sich ebenfalls der Ganzheitlichkeit von Naturbehandlungen verschrieben hatten, trugen zu dieser Bezeichnung bei. Auch das 1912, nach der I. Hygiene-Ausstellung, von dem Dresdner Unternehmer Karl August Lingner als „Volksbildungsstätte für Gesundheitspflege“ gegründete Deutsche Hygiene-Museum, das anlässlich der 1930 durchgeführten II. Internationalen Hygiene-Ausstellung als monumentaler Neubau eröffnet wurde, machte Dresden zum Vorreiter der Aufklärung in Richtung Volksgesundheit. In diese Zielstellung ordnete sich Meentzen mit ihrer Vision und Philosophie von Schönheit durch Naturstoffe und Heilkräuter als Ganzheitlichkeit ein.
Charlotte Meentzen plante, gemeinsam mit ihrer Schwester Gertrud, verh. Seltmann-Meentzen (* 14. Juni 1901; † 14. Januar 1985), eine innovative Firma zu gründen. Dresden bot gute Voraussetzungen. Die Idee der beiden Schwestern war durchaus mutig, denn sie wollten mit der Gründung einer eigenen Firma, in der Naturprodukte für die Schönheitspflege selbst hergestellt werden sollten, die damalige Kosmetik-Industrie revolutionieren. Ihr Leitbild unter dem Motto Zurück zur Natur sollte mit einer von ihnen entwickelten, hochwirksamen Kosmetik mit natürlichen Inhaltsstoffen verwirklicht werden.

## Unternehmensgründung
Am 15. Juni 1930, am Tage ihres 26. Geburtstages, gründete Charlotte Meentzen mit großzügiger Unterstützung ihrer Familie ihren ersten eigenen Kosmetiksalon als „Charlotte Meentzen – Institut für Schönheitspflege“ auf der Prager Straße 44 in Dresden, in bester Geschäftslage. Im gleichen Jahr gründete sie gemeinsam mit ihrer Schwester Gertrud Seltmann-Meentzen die Produktionsfirma „Charlotte Meentzen, Laboratorium für Natürliche Kosmetik, Herstellung pharmazeutisch-kosmetischer Erzeugnisse“. Das Laboratorium befand sich im Hintergebäude der Prager Straße 24. Schwester Gertrud Seltmann blieb vorerst nur unterstützend im Hintergrund tätig, da sie als Prokuristin in der Farbenfabrik O. Baer in Radebeul fest angestellt war. Bereits 1931 wurde die „Schule für natürliche Kosmetik“ gegründet und dem Institut angeschlossen.
Charlotte Meentzen trat mit diesem Kosmetik-Gesamtkonzept als erste deutsche Kosmetikerin und Herstellerin von Naturprodukten in Erscheinung. Sie verwirklichte ihre Vision einer individuellen Hautpflege auf der Basis pflanzlicher Wirkstoffe, immer unter dem Gesichtspunkt der Ganzheitlichkeit jeder einzelnen Persönlichkeit. Sie revolutionierte mit ihren selbstkreierten Rezepturen auf rein pflanzlicher Basis die Kosmetikindustrie nachhaltig. Vortragsreisen in Kurbäder führten ebenfalls zur Popularisierung ihres Anliegens. Ihr Erfolg war nicht mehr aufzuhalten, und der neue Trend setzte sich durch. Der Erfolg ihres Wirkens führte zur Vergrößerung des Unternehmens und erforderte eine Umstrukturierung. Charlotte Meentzen verlegte die Geschäftsräume ihres Institutes auf die Prager Str. 38. Für das „Laboratorium für natürliche Kosmetik“, Prager Str. 24, war ab diesem Zeitpunkt ihr Schwager, Felix Otto Seltmann, zuständig. Ihre Schwester Gertrud trat offiziell als Prokuristin in die Firma ein. Den Produktionsbetrieb „Charlotte Meentzen – Laboratorium für natürliche Kosmetik“, Prager Str. 24, verpachtete sie ab diesem Zeitpunkt für drei Jahre an ihre Schwester Gertrud und deren Ehemann, den Kaufmann Felix Otto Seltmann. Charlotte als die wagemutige Visionärin und Strategin hatte mit Gertrud die tüchtige und kluge Kauffrau an ihrer Seite, und die Entwicklung des Betriebes erreichte einen weiteren Aufschwung. Neuartig für eine Frau zu dieser Zeit war, dass Charlotte Meentzen ihren eigenen Namen als Marken-Namen und als Label verwendete.

## Kosmetik-Schule
Bereits 1931 hatte Charlotte Meentzen ihr Unternehmenskonzept erweitert und die „Schule für natürliche Kosmetik“ gegründet, um mit der Ausbildung von Kosmetikerinnen in dieser Privatschule ihre Vision zu realisieren, pflanzliche Wirkstoffe in der kosmetischen Praxis anzuwenden und ihre Ideen der Ganzheitlichkeit zielgerichtet verbreiten zu können. Zum erfolgreichen Gesamt-Unternehmenskonzept von Charlotte Meentzen gehörte dabei die Verbindung von Theorie und Praxis in der Ausbildungsstätte, was damals noch unüblich war. Eine ihrer neuen Strategien war die Delegierung von Absolventinnen ihrer Schule direkt in unternehmensfremde Kosmetik-Salons, Parfümerien und Drogerien. So baute sie „vor Ort“, mittels preisgünstiger Muster-Behandlungen nach dem eigens dafür entwickelten Meentzen-Konzept und mittels Verkaufs-Offerten für ihre Produkte, ein eigenes Vertriebssystem auf.
Jede Absolventin musste mehrere Seminare durchlaufen. Mit diesen Intensiv-Schulungen legte Meentzen den Grundstein für den weiteren Erfolg ihrer Marke „Charlotte Meentzen“ und deren Verbreitung. Die Kosmetikerinnen lernten, auf die neuen Erkenntnisse der Heilkraft der Natur zu setzen und die breite Produktpalette der Naturkosmetik anzuwenden. Sie trugen auch nach ihrer Ausbildung den Meentzen-Geist weiter und wendeten die neuen innovativen Behandlungsmethoden der Charlotte Meentzen an. Sie war die erste Kosmetikerin die ein eigenes Behandlungskonzept für Gesichtsmassagen entwickelt hatte, das später berühmt gewordene „System Charlotte Meentzen“ als eine bis heute anerkannte Massagetechnik, die aus 28 Handgriffen der Entspannungs- und Nervendruckpunkt-Gesichtsmassage besteht und somit zur Ganzheitlichkeit ihres Konzeptes gehört. Damit wurde Charlotte Meentzen zu einer der ersten deutschen Kosmetikerinnen und Herstellerinnen von Naturprodukten, die ihre Vision einer individuellen Hautpflege auf der Basis pflanzlicher Wirkstoffe, unter dem Gesichtspunkt der Ganzheitlichkeit der behandelten Persönlichkeit, mit Erfolg verwirklichte, auch gegen den Widerstand alteingesessener Firmen und Ansichten.
Die Kosmetikschule wurde nach Charlottes Tod ab 1940 von Gertrud Seltmann-Meentzen erfolgreich weitergeführt, bis 1964 eine staatliche Direktive die Schließung aller Privatschulen anordnete.

## Unternehmen nach 1945
Gertrud Seltmann-Meentzen baute das Unternehmen ab 1946 in Dresden wieder auf. Die Familien Seltmann und Meentzen wurden 1972 enteignet. Der Betrieb wurde als "VEB Kräutervital-Kosmetik Dresden" weiter geführt. 1990 wurde er reprivatisiert und firmiert als "Charlotte Meentzen Kräutervital-Kosmetik GmbH" fort.

## Werke

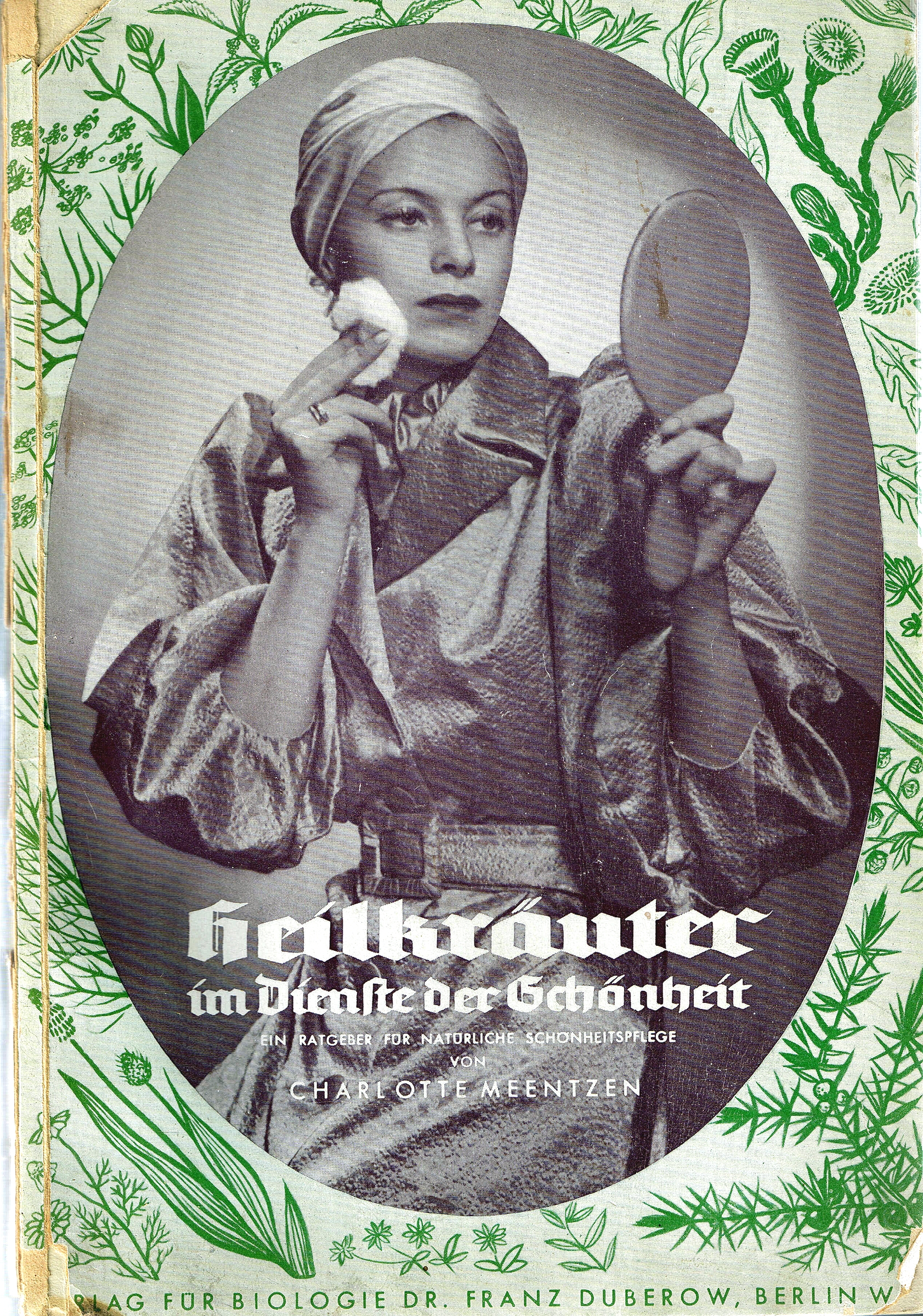
Buch-Einband

Bereits ab 1934 veröffentlichte Charlotte mehrere Informationshefte zu Themen der Schönheits- und Gesundheitspflege von Frauen und Müttern auf rein pflanzlicher Basis. Mit ihrem Buch „Heilkräuter im Dienst der Schönheit“ gehörte sie zu den ersten Autorinnen, die ihre Kenntnisse, Ratschläge und ihr umfangreiches Wissen über Naturkosmetik und ihre Überzeugung von den Zusammenhängen bzw. der Balance zwischen Natur, Geist, Schönheit und Entspannung für das Wohlbefinden, auch publizierte. Dieses Buch konnte erst 1941, nach ihrem Tod, auf Betreiben von Gertrud Meentzen-Seltmann veröffentlicht werden und gilt bis heute als ein Standardwerk der Naturkosmetik.

## Ehrungen
Das Unternehmen erhielt bei der Preisverleihung am 21. Juni 2018 im Deutschen Historischen Museum in Berlin den Award in der Kategorie „Industry Excellence in Branding/Beauty & Care“ für ihre hervorragende Markenführung und den erfolgreichen Verpackungsrelaunch.

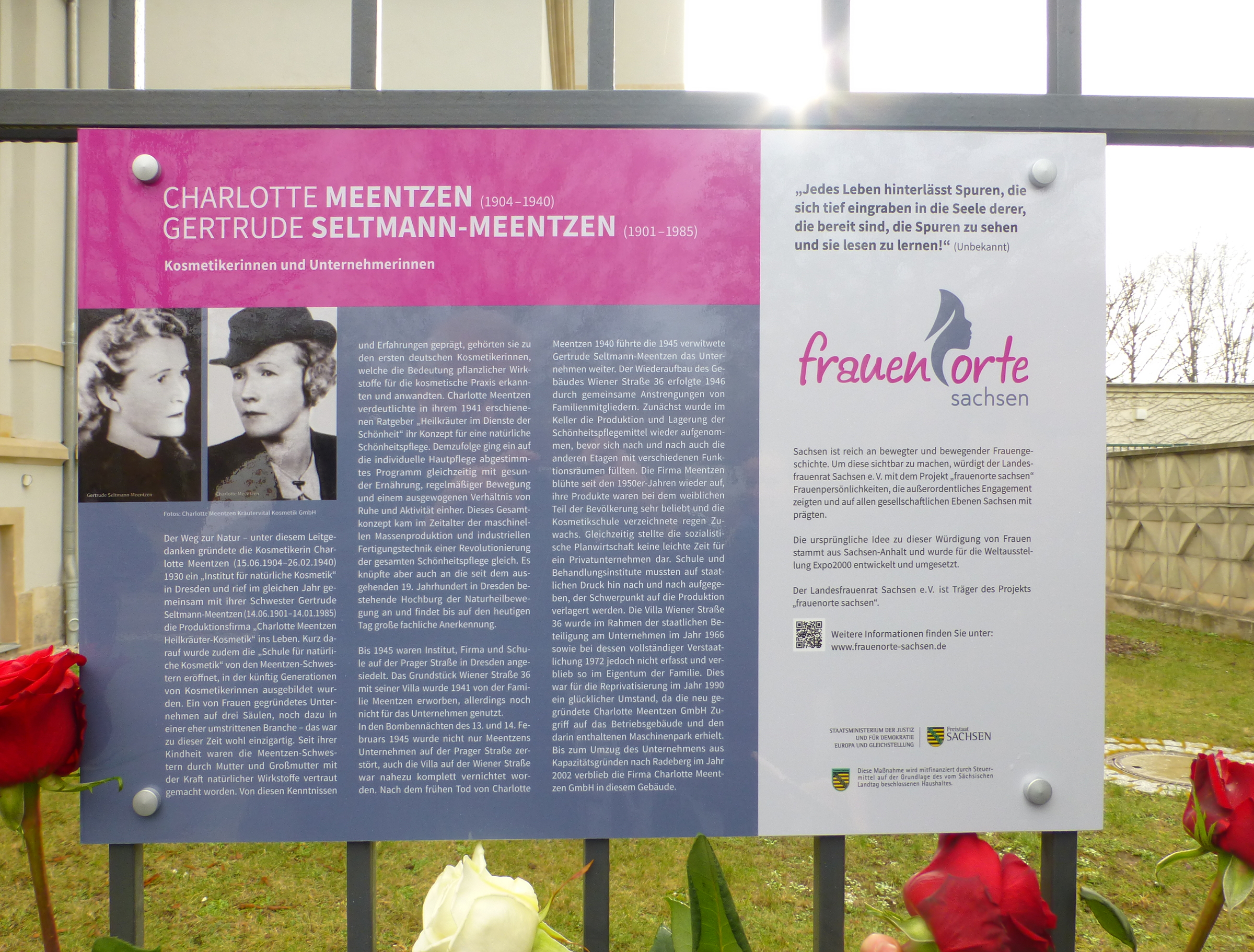
Ehrentafel für Charlotte Meentzen und Gertrude Seltmann-Meentzen, Wiener Straße 36 Dresden

Am 26. Februar 2020, dem 80. Todestag von Charlotte Meentzen, ist an der ehemaligen Meentzen-Villa Wiener Straße 36 in Dresden, im Rahmen einer feierlichen Gedenkveranstaltung für die Schwestern und Unternehmerinnen Charlotte Meentzen und Gertrud Seltmann-Meentzen eine Gedenktafel eingeweiht worden. Mitglieder der Familien Meentzen und Seltmann sowie Vertreter der Charlotte Meentzen KRÄUTERVITAL KOSMETIK Radeberg GmbH haben daran teilgenommen. Initiiert wurde diese Gedenktafel vom Landesfrauenrat Sachsen e. V. im Rahmen des Projektes Frauenorte Sachsen.

## Schriften
- Die Schönheitspflege der deutschen Frau. Serie Schulungshefte der N.S.-Frauenschaft, Nr. 7. F.E. Fischer, Leipzig 1934. OCLC 72620007.
  - Andere Ausgabe: Verlag Gäßler, München 1934. OCLC 643913063
- Heilkräuter im Dienste der Schönheit: Ein Ratgeber für natürliche Schönheitspflege. Verlag für Biologie Duberow, Berlin 1941. OCLC 705387777.
- Schönheit durch Hautpflege mit Charlotte Meentzen. 12 Blätter Illustrationen. Verlag: Dresden Charlotte Meentzen, Kräuter-Vital-Kosmetik 1961. OCLC 72257678.
- Schadet die Mutterschaft der Schönheit? BA NSD47/6. NSFK, 15. Januar 1934